# Pissodes
Genre
Pissodes est un genre d'insectes de l'ordre des coléoptères  de la famille des  Curculionidae.

## Liste des espèces présentes en Europe
- Pissodes (Pissodes) castaneus (De Geer 1775)
- Pissodes gyllenhali (C.R. Sahlberg 1834)
- Pissodes harcyniae (Herbst 1795)
- Pissodes piceae (Illiger 1807)
- Pissodes pini (Linnaeus 1758) - le pissode du pin
- Pissodes piniphilus (Herbst 1797)
- Pissodes scabricollis Miller 1859
- Pissodes validirostris (C.R. Sahlberg 1834)

## Liste d'espèces
Selon Catalogue of Life (30 août 2014) :
- Pissodes abietis
- Pissodes affinis
- Pissodes alascensis
- Pissodes albosignatus
- Pissodes annulatus
- Pissodes apiatus
- Pissodes approximatus
- Pissodes araliae
- Pissodes argus
- Pissodes armatus
- Pissodes barberi
- Pissodes bellicosus
- Pissodes bimaculatus
- Pissodes brasiliensis
- Pissodes brunneus
- Pissodes bufo
- Pissodes burkei
- Pissodes californicus
- Pissodes canadensis
- Pissodes castaneus
- Pissodes caucasicus
- Pissodes cembrae
- Pissodes choicus
- Pissodes circularis
- Pissodes collaris
- Pissodes coloradensis
- Pissodes conspersus
- Pissodes coronatus
- Pissodes costatus
- Pissodes creutzeri
- Pissodes cribrosus
- Pissodes curriei
- Pissodes cylindricus
- Pissodes dealbatus
- Pissodes deodarae
- Pissodes dubius
- Pissodes echinatus
- Pissodes engelmanni
- Pissodes erythrocephalus
- Pissodes erythrorhynchus
- Pissodes fabricii
- Pissodes fasciatus
- Pissodes femoratus
- Pissodes ferrugineus
- Pissodes fiskei
- Pissodes flammiger
- Pissodes fraseri
- Pissodes galloisi
- Pissodes gyllenhali
- Pissodes gyllenhalii
- Pissodes harcyniae
- Pissodes hercyniae
- Pissodes hispidus
- Pissodes insignatus
- Pissodes interstitiosus
- Pissodes irroratus
- Pissodes japonicus
- Pissodes juniperi
- Pissodes laevigatus
- Pissodes laricinus
- Pissodes macellus
- Pissodes marginalis
- Pissodes marmoreus
- Pissodes multiguttatus
- Pissodes multisignatus
- Pissodes murrayanae
- Pissodes myops
- Pissodes nebulosus
- Pissodes nemorensis
- Pissodes nigrae
- Pissodes nitidus
- Pissodes notatus
- Pissodes obscurus
- Pissodes obsoletus
- Pissodes ocellatus
- Pissodes ochraceus
- Pissodes oculatus
- Pissodes onychinus
- Pissodes ornatus
- Pissodes palmes
- Pissodes piceae
- Pissodes picturatus
- Pissodes pini
- Pissodes piniphilus
- Pissodes piperi
- Pissodes polymitus
- Pissodes prodigialis
- Pissodes ptinicollis
- Pissodes pulverosus
- Pissodes pulverulentus
- Pissodes puncticollis
- Pissodes punctum
- Pissodes pupillatus
- Pissodes pygmaeus
- Pissodes quadrinotatus
- Pissodes radiatae
- Pissodes robustus
- Pissodes rotundatus
- Pissodes rotundicollis
- Pissodes rufitarsis
- Pissodes scabricollis
- Pissodes schwarzi
- Pissodes scutellaris
- Pissodes sericeus
- Pissodes setosus
- Pissodes similis
- Pissodes sitchensis
- Pissodes spinosus
- Pissodes squamosus
- Pissodes strobi
- Pissodes strobili
- Pissodes strobyli
- Pissodes terminalis
- Pissodes terribilis
- Pissodes tesselatus
- Pissodes trachypterus
- Pissodes tribulus
- Pissodes tuberculatus
- Pissodes umbrosus
- Pissodes undabundus
- Pissodes undatus
- Pissodes utahensis
- Pissodes validirostris
- Pissodes variabilis
- Pissodes verrucosus
- Pissodes webbi
- Pissodes yosemite

Selon ITIS (30 août 2014) :
- Pissodes affinis Randall, 1838
- Pissodes approximatus Hopkins, 1911
- Pissodes barberi Hopkins, 1911
- Pissodes burkei Hopkins, 1911
- Pissodes californicus Hopkins, 1911
- Pissodes coloradensis Hopkins, 1911
- Pissodes costatus Mannerheim, 1852
- Pissodes fasciatus LeConte, 1876
- Pissodes fiskei Hopkins, 1911
- Pissodes murrayanae Hopkins, 1911
- Pissodes nemorensis Germar, 1824
- Pissodes ochraceus Van Dyke, 1927
- Pissodes puncticollis Hopkins, 1911
- Pissodes radiatae Hopkins, 1911
- Pissodes robustus Van Dyke, 1927
- Pissodes rotundatus LeConte, 1876
- Pissodes schwarzi Hopkins, 1911
- Pissodes similis Hopkins, 1911
- Pissodes striatulus (Fabricius, 1775)
- Pissodes strobi (Peck, 1817)
- Pissodes terminalis Hopping, 1920
- Pissodes webbi Hopkins, 1911